# Funes (Italia)
Funes (in tedesco Villnöß, in ladino Funes) è un comune italiano sparso di 2 550 abitanti della provincia autonoma di Bolzano in Trentino-Alto Adige. Con la località principale San Pietro, sede comunale, comprende le località di Tiso, San Valentino, San Giacomo, Colle e Santa Maddalena che si trovano nell'omonima valle (in tedesco Villnößtal), percorsa dal rio Funes. Appartiene anche alle Perle delle Alpi e rientra di diritto nei comuni dolomitici.

## Geografia fisica

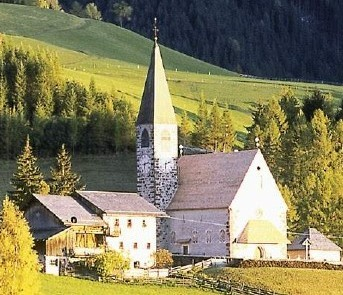
La chiesa di Santa Maddalena

La valle di Funes si dirama, tra Bressanone e Chiusa, e da Chiusa (523 m s.l.m.) verso est, fino all'ultimo centro abitato, Santa Maddalena (St. Magdalena, 1 339 m s.l.m.) uno dei punti d'accesso al parco naturale Puez-Odle.
Sulla parete meridionale dell'inizio vallata si trova il paese di Gudon, con il castel Summersberg, un edificio risalente al 1270, formato inizialmente da una torre quadrangolare. Oggi quest'edificio dà un'idea fedele di una tipica prigione giudiziaria del tardo Medioevo, ricordando i processi agli anabattisti e ai luterani. Sempre a Gudon, si trova un piccolo museo che conserva alcuni attrezzi agricoli, oggi caduti nel dimenticatoio.
Per arrivare nella vallata vi è principalmente un'unica strada, che nei primi tratti attraversa una gola stretta e profonda di pareti di porfido o di filladi quarzifere. La valle, e quindi la strada, si inizia ad allargare dopo il centro abitato di San Pietro, dove si iniziano anche a scrutare le prime cime dolomitiche: le Odle di Eores a nord-est e le cime delle Odle di Funes a sud-est. Inoltre nelle Odle di Funes, si possono andare a distinguere alcune cime: la Grande Fermeda e la Piccola Fermeda, il Sass Rigais, la Furchetta e la Torre di Campill. Le Odle sono infatti il maggior punto panoramico, che accompagna tutta la vallata nel suo lato meridionale: il Sass Rigais e la Furchetta, con i loro 3 025 m s.l.m., sono le cime più alte della catena.
Esiste anche una strada secondaria che mette in collegamento la vallata con la valle di Eores e il passo delle Erbe. Da questa strada parte il Sentiero attrezzato Günther Messner.
La neve, d'inverno, ricopre spesso e volentieri questa valle. Il turismo è fiorente, grazie alla tranquillità del luogo e alla possibilità di sciare, ciaspolare (meta ambita risulta il Col di Poma) e slittare (due sono le principali piste che partono da malga Zannes: una per malga Gampen e l'altra per la malga delle Odle).

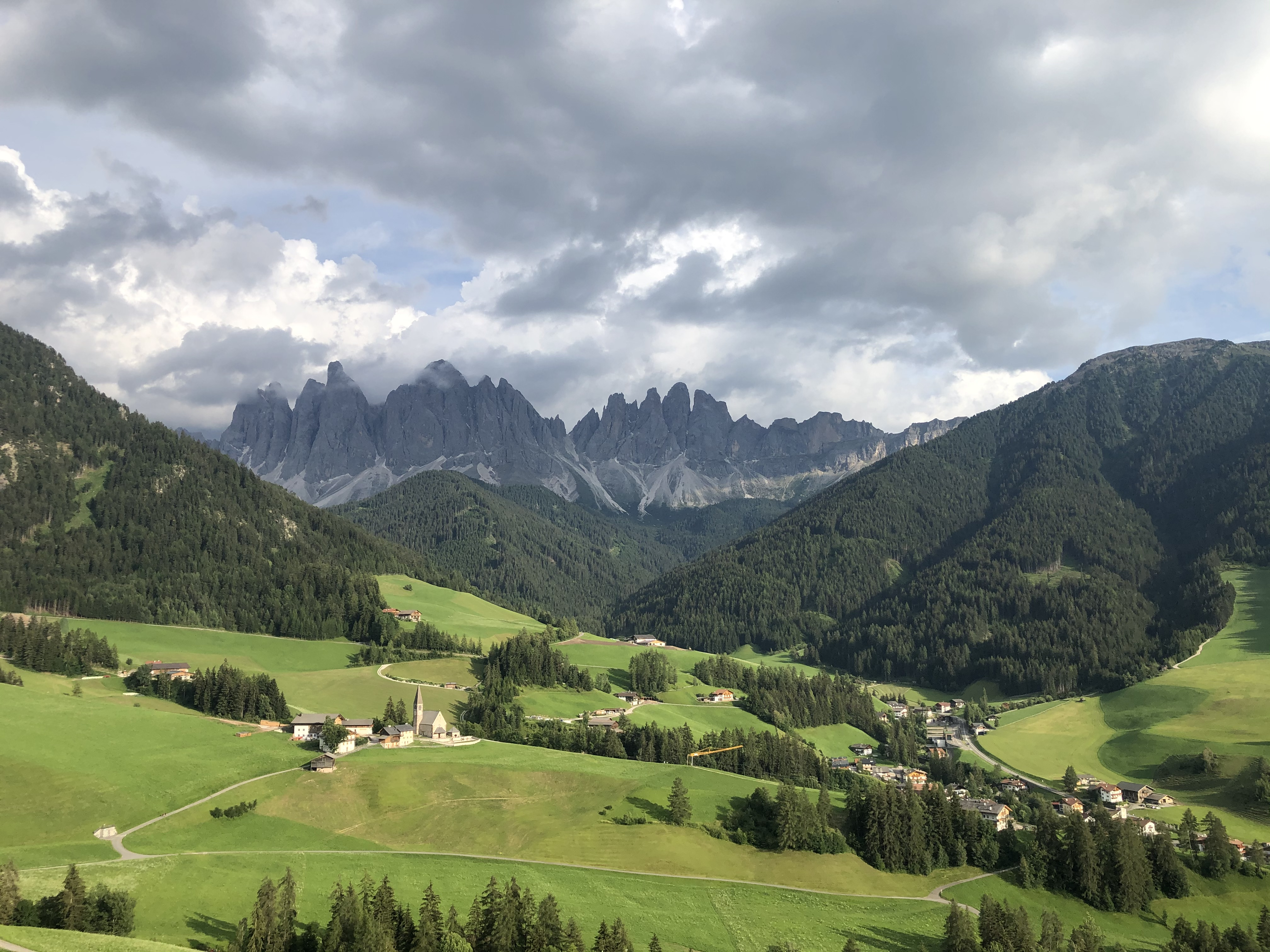
Santa Maddalena con la catena delle Odle sullo sfondo

## Origini del nome
Il toponimo è attestato dal 1070 come "Volnescis, Volnesse, Valnez, Vulnez" e probabilmente è di origine preromana, da un originario *folnés. In un documento storico del 1058 apparve per la prima volta il nome di Funes.
L'origine del toponimo tedesco Villnöß è probabilmente dalla parola ladina Villes nöes, che significa grosso modo "casolari nuovi", cioè "nuovo villaggio".

## Storia
Della preistoria, vale a dire prima del 5000 a.C., poco o nulla si sa sulla valle di Funes. Dell'età della pietra, invece, sono stati rinvenuti fagelli con punte di selci. Dopo tale epoca, nella cosiddetta protostoria, in Val di Funes si diffusero le coltivazioni agricole e l'allevamento del bestiame. Dell'età del bronzo e dell'età del ferro sono stati fatti ritrovamenti principalmente nelle frazioni di San Pietro e di Tiso.

sullo sfondo, nella foto, si può vedere il gruppo delle Odle

L'insediamento umano stabile di Funes fu compiuto prima dai Reti, che vennero latinizzati dai Romani, dopo la loro conquista, a costituire la lingua romancia, e poi dai Germani, e questa colonizzazione può essere rilevata in altre valli dolomitiche. Funes apparteneva originariamente alla parrocchia di Albes, insieme a Laion, Gudon, Val Gardena e Colfosco. Nel villaggio principale di San Pietro nel 1029 fu eretta una chiesa, e la località aveva inoltre un suo proprio pastore di anime. La frazione di Tiso è stata menzionata stata la prima volta nel 1157 come Tisis, ed anche di tale località c'erano diverse grafie della sua denominazione topografica: Tys, Tays, Theiss e Thaiss.
Intorno al 1500 d.C., si consolidò, a causa dei molti immigrati bavaresi o baiuvari, com'erano detti al tempo, la lingua tedesca che diede così origine al dialetto di Funes, in cui però molte parole possono essere derivate anche dal romancio. Nel 1505 Funes fu staccata da Albes ed ottenne il primo parroco.
Il comune di Funes è stato istituito nel 1810, congiuntamente ai comuni di Gudon e Tiso, sotto il dominio bavarese, e l'Austria confermò poi tale autonomia comunale nel 1817. Gudon e Tiso vennero unificate nel 1854, per poi essere di nuovo separate quindici anni più tardi, e Tiso rimase un comune autonomo fino al 1929, che fu però riunito come frazione a Funes. Il maso Ranuihof, di proprietà dei conti von Enzenberg, è un raro esempio di una tenuta agricola e venatoria settecentesca, riccamente adornata di affreschi. Nel 1988 è stata restaurata a cura della Fondazione Messerschmitt.
Durante il corso della prima guerra mondiale, la val di Funes non fu particolarmente toccata. Tuttavia, sulla dorsale della montagna, dal rio Funes al monte Cappello (Haube), furono erette alcune strutture fortificate; in particolare, nella frazione di Tiso furono erette alcune trincee e bunker per controllare la sottostante Val d'Isarco da cui eventuali invasori avrebbero potuto risalire. Durante la seconda guerra mondiale, le stesse strutture vennero riutilizzate, ma non più per scopi militari, ma come riparo per la popolazione durante i bombardamenti da parte degli Alleati.

### Stemma
Lo stemma rappresenta tre pile rovesciate d'argento su sfondo azzurro; le tre punte simboleggiano il gruppo delle Odle in testa alla Valle di Funes. Lo stemma è stato adottato nel 1967.

## Monumenti e luoghi d'interesse

### Architetture religiose
- Chiesa di San Valentino (1303), in stile romanico, con affreschi del XV e XVI secolo e trittico del XVI secolo.
- Chiesa di San Giovanni in Ranui (1744), in stile barocco con un ciclo di affreschi; per la sua pittoresca posizione risulta essere uno dei soggetti più fotografati dell'Alto Adige.
- Chiesa di Santa Maddalena (XIV secolo), in stile gotico e barocco con affreschi del 1928.
- Chiesa di San Giacomo al Passo (XVI secolo), in stile gotico e barocco, con polittico del 1517, probabilmente opera di Ruprecht Potsch e Philipp Diemer.
- Chiesa di San Pietro e Paolo (1795), sede parrocchiale, in stile barocco, con affreschi di Joseph Schöpf e pala d'altare di Matthias Pussjäger.
- Chiesa del Sacro Cuore (XIX secolo), in stile neogotico.
- Chiesa di San Bartolomeo (XV secolo), in stile gotico.

## Società

### Evoluzione demografica
Abitanti censiti

### Ripartizione linguistica
La sua popolazione è in maggioranza di madrelingua tedesca:
| %      | Ripartizione linguistica (gruppi principali) |
| ------ | -------------------------------------------- |
| 96,97% | madrelingua tedesca                          |
| 2,49%  | madrelingua italiana                         |
| 0,54%  | madrelingua ladina                           |

## Cultura

### Musei
Presso la frazione di Tiso, si trova il museo mineralogico di Tiso (Mineralienmuseum Teis), nota località in quanto vi si sono ritrovati dei minerali in quarzo e ametista definiti le "geodi di Tiso".
Il museo è nato dalla passione di un collezionista, Paul Fischnaller nato nel 1934, che assieme alla moglie Anna ha dedicato la sua vita alla ricerca di minerali e cristalli.
L'esposizione museale fa ammirare ai suoi visitatori molti reperti provenienti da Tiso, ma anche dalla Svizzera, dalla Valle d'Aosta e dal Monte Bianco.
A Santa Maddalena è aperto dal dicembre del 2009 il nuovo Museo e Centro Visite del Parco Puez Odle.
Il museo, situato in un edificio a due piani architettonicamente interessante e funzionale ha la missione di favorire le conoscenze del patrimonio geologico, biologico e culturale delle valli intorno al gruppo Puez-Odle.
Le sezioni principali sono divise in tre spazi espositivi:
- "Toccare le montagne", dedicato alla geologia delle Dolomiti;
- "Meraviglie della natura", dedicato alle diverse specie biologiche dell'ambiente dolomitico e alpino;
- "Conquistare le montagne", dedicato all'alpinismo e particolarmente alla personalità di Reinhold Messner, cresciuto in Val di Funes.

Il museo è caratterizzato da un approccio laboratoriale, particolarmente adatto alle giovani generazioni, che hanno modo di toccare, provare, guardare da vicino, usare, confrontare ciò che viene mostrato.
Inoltre nel "Cinema della montagna" vengono proiettati film sui parchi naturali dell'Alto Adige, seguendo una programmazione giornaliera e settimanale diversa.

## Economia e trasporti
Funes per la sua attenzione a favorire il turismo sostenibile e la mobilità dolce fa parte del consorzio delle Perle delle Alpi.

## Amministrazione
Il capoluogo della valle è San Pietro (1.125 m s.l.m.) con la chiesa parrocchiale dedicata all'omonimo santo.
| Periodo | Periodo   | Primo cittadino  | Partito | Carica  | Note |
| ------- | --------- | ---------------- | ------- | ------- | ---- |
| 2005    | 2015      | Robert Messner   | SVP     | Sindaco |      |
| 2015    | in carica | Peter Pernthaler | SVP     | Sindaco |      |